# Sân bay quốc tế Clark
Sân bay quốc tế Clark (Filipino: Pandaigdigang Paliparan ng Clark hay Pandaigdigang Paliparan ng Klark) (IATA: CRK, ICAO: RPLC), tên cũ là Sân bay quốc tế Diosdado Macapagal (DMIA; Filipino: Pandaigdigang Paliparan ng Diosdado Macapagal; Kapampangan: Pangyatung Sulapawan ning Diosdado Macapagal), là sân bay chính phục vụ khu vực phụ cạn của Khu cảng tự do Clark và khu vực Thành phố Angeles ở Philippines. Sân bay cũng phục vụ các khu vực bắc và trung Luzon; và có cự ly 85 kilômét (53 mi) từ Sân bay quốc tế Ninoy Aquino (NAIA) phục vụ Manila, DMIA cũng phục vụ Metro Manila và vùng phụ cận. Sân bay này trước đây là Căn cứ Không quân Clark bị đóng cửa năm 1991 bởi Không quân Hoa Kỳ sau vụ phun trào của núi Pinatubo.
Sân bay có hai đường băng có thể phục vụ hạ cánh cho tàu con thoi không gian NASA nhưng hiện không còn được đưa vào danh sách các địa điểm hạ cánh tàu con thoi còn hoạt động, và chưa từng có tàu con thoi hạ cánh ở đây.